# Anchialina penicillata
Anchialina penicillata är en kräftdjursart som beskrevs av John Todd Zimmer 1915. Anchialina penicillata ingår i släktet Anchialina och familjen Mysidae. Inga underarter finns listade i Catalogue of Life.